# Pseudonapomyza
Genre
Pseudonapomyza est un genre de diptères de la famille des Agromyzidae.

## Lien
- Pseudonapomyza, Catalogue of Life